# 할렐루야 (1997년 영화)
"할렐루야"는 대한민국의 영화이며, 감독은 신승수다. 개봉은 1997년 8월 9일이다.

## 줄거리
사기꾼 양덕건(박중훈)은 교통사고 피해자인 목사의 지갑에서 흥미로운 편지를 발견하다. 편지를 갖고 오면 개척 교회자금 1억원을 주겠다는 내용. 덕건은 병원에서도 의식이 돌아오지 않은 그를 대신해 목사행세를 하며 교회로 찾아간다. 그러나 공돈 1억원이 그냥 굴러들어오진 않는다. 교회에선 당회장 목사가 미국으로 출장간 2주간 목회일을 도와줄 것을 요구하고 덕건은 돈을 받기 위해 좌충우돌 가짜목사의 진면목을 보여준다.

## 등장 인물

### 주인공
- 박중훈 : 양덕건 역
- 이경영 : 오동팔 역
- 성현아 : 노유라 역

### 주변 인물
- 이제니 : 한나 역
- 최종원 : 하늘교 교주 역
- 국정환 : 이 장로 역
- 김일우 : 박종한 역 - 부목사
- 양택조 : 덕건 부
- 박병택 : 강전도사 역
- 차태현 : 관기 역

### 우정출연
- 김경란
- 윤정수 : 앉은뱅이 역
- 남포동 : 술집주인 역
- 조학자 : 신도들 역
- 박예숙 : 신도들 역
- 나갑성
- 문철재
- 이창훈
- 백정교
- 권남희
- 박용팔
- 박재현
- 황정미
- 김철수
- 권영화
- 이현주
- 문혜정
- 김양규
- 정일원

### 특별출연
- 고소영 : 탈랜트 지망생 역
- 김동수 : 거지 역
- 도지원 : 동사무소 여직원 역
- 박철 : 룸싸롱 손님 역
- 서춘화 : 소매치기 당하는 여자 역
- 이재룡 : 김목사 역
- 이재포 : 야바위꾼 역
- 이혜영 : 소매치기 역
- 이휘재 : 호스티스 역
- 조춘 : 스님 역
- 최지우 : 술집마담 역
- 박규채

## 제작진
- 감독 : 신승수
- 조감독 : 이창호
- 연출부 : 최병주, 최원태, 김현주
- 스크립터 : 이재순
- 각본 : 김영찬
- 촬영 : 황철현
- 촬영부 : 박용수, 김득채, 이광순, 경진영
- 조명 : 박만창
- 조명부 : 송훈, 박창우, 한기업, 양활석, 유경수, 이진석, 김경수
- 스틸 : 정성일
- 기획, 제작 : 정태원
- 프로듀서 : 정초신
- 제작부 : 이인석, 김노영, 박세준, 조동희
- 제작부장 : 최성수
- 제작투자 : 김승범
- 라인 프로듀서 : 이용수, 김위진
- 동시녹음 : 손규식
- 음향 : 소원종, 이성근
- 음악 : 김형석
- 미술, 소품 : 조화성
- 분장 : 김선진
- 분장부 : 최현정, 신연정
- 의상 : 김서령
- 의상부 : 권영화, 이선녀, 김향희
- 헤어 : 헤어 케어
- 편집 : 박순덕
- 네가편집 : 이수연, 남지영
- 무술감독 : 정두홍
- 메이킹 : 캐치원
- 현상 : 제일현상소
- 스토리보드 : 김정태
- 마케팅 : 해피엔딩
- B카메라 : 변희성
- 사운드 엔지니어 : 김수적, 조세행, 최영수
- 광학녹음 : 김용훈
- 폴리녹음 : 오기삼
- 폴리 아티스트 : 서재영, 황진수, 김학준
- EFX 녹음 : 이상돈
- EFX 편집 : 양대호
- 동시녹음부 : 박혁곤, 김왕배, 반영기
- 음반제작 : 이승호
- 캐스팅 디렉터 : 손성민
- 광고기획 : 씨네월드
- 스테디캠 : 김석원, 조봉한
- 사진부 : 박정아
- 옵티칼 : 윤종두, 서광렬
- 자막촬영 : 주광동
- 스턴트맨 : 이상영, 양길영
- 발전차 : 정안식
- 수송 : 신순식
- 촬영장비 : 우양필름
- 필름 : 후지필름
- 보조출연 : 예인, 메인, 캐스팅라인

## 제작영화사
- 태원엔터테인먼트 (제작, 배급)
- 일신창업투자 (제작지원, 투자)
- 한국영상투자개발 (투자)

## 사운드 트랙
1997년 8월에 발매한 할렐루야 OST는 신철, DJ DOC, 박상민, 영턱스클럽, 유승준, 구피까지 참여했다.
1. 대찬인생 - 신철
2. 출감후 1 - 박중훈
3. 전과탈출 - 박상민
4. 어지러운 세상 - 박중훈
5. 삐걱삐걱 - DJ DOC
6. Reasonable Situation - 박규채
7. Pray - 박중훈
8. 신앙상담 - 박중훈
9. 일부일처 (아모레미오) - 쿨
10. 침대 위에서 - 박중훈
11. Don't Hurry Up - 업타운
12. 먹이사슬 - 유승준
13. What Is The Life? - 구피
14. Boss - 제이(J.ae)
15. 출감후 2 - 박중훈
16. Come Back To Me - 영턱스클럽
17. 대찬인생 - 최종원